# Heinrich Albertz
Pour les articles homonymes, voir Albertz.
Heinrich Albertz (né le 22 janvier 1915 à Breslau en Silésie et mort le 18 mai 1993 à Brême) est un pasteur évangelique et homme politique allemand membre du Parti social-démocrate (SPD). 
Théologien de formation, il est nommé ministre responsable de la gestion des questions liées aux refugiés dans le gouvernement de Basse-Saxe, sous la direction du ministre-président Hinrich Wilhelm Kopf, en 1948. Ensuite, il a exercé la fonction de ministre des affaires sociales de 1951 à 1955.
Il est élu à la Chambre des députés de Berlin (Berlin-Ouest) entre 1963 et 1970, et fut membre du Sénat responable des affaires intérieures de 1961 à 1963 et à nouveau de 1965 à 1966. Successeur de Willy Brandt, il devient bourgmestre-gouverneur de Berlin  à la tête d'une coalition sociale-libérale en 1966 et a conservé cette fonction jusqu'à sa démission en 1967.